# Cursus

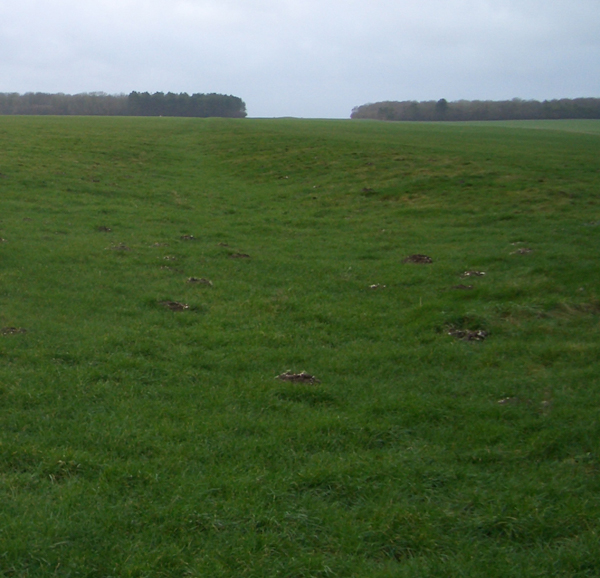
Stonehenge-Cursus, Blick in den Graben. Die Lücke im Wald markiert den weiteren Verlauf des Cursus

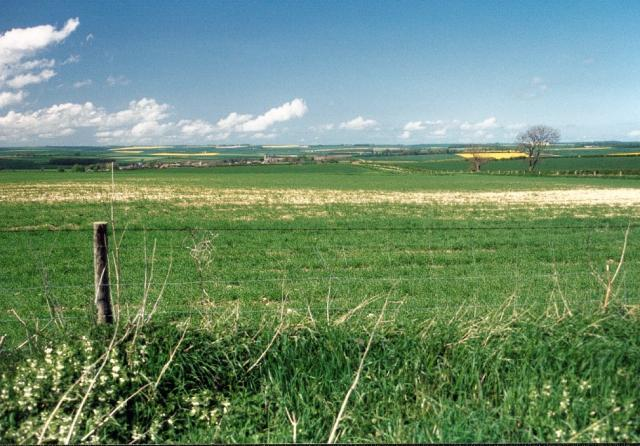
Rudston Cursus

Als Cursus (plur. Cursūs, von lateinisch cursus: Lauf, Marschroute) bezeichnet man nach dem Antiquar William Stukeley (1687–1765) schmale, extrem lange, meist rechteckige neolithische Erdwerke in Großbritannien. Die im Englischen verwendete Pluralform Cursuses scheint 1937 zuerst durch Osbert Crawford (1886–1957) benutzt worden zu sein und findet sich seitdem in der Fachliteratur. Sie ähneln oberflächennahen Gräben und haben Längen bis 9,7 km. Der Abstand zwischen den parallelen Erdwerken, die den Cursus bilden, kann bis zu 91,0 m betragen. Über 50 wurden durch Luftaufnahmen identifiziert, während viele andere durch Landwirtschaft und andere Landschaftsgestaltungen ausgelöscht wurden.

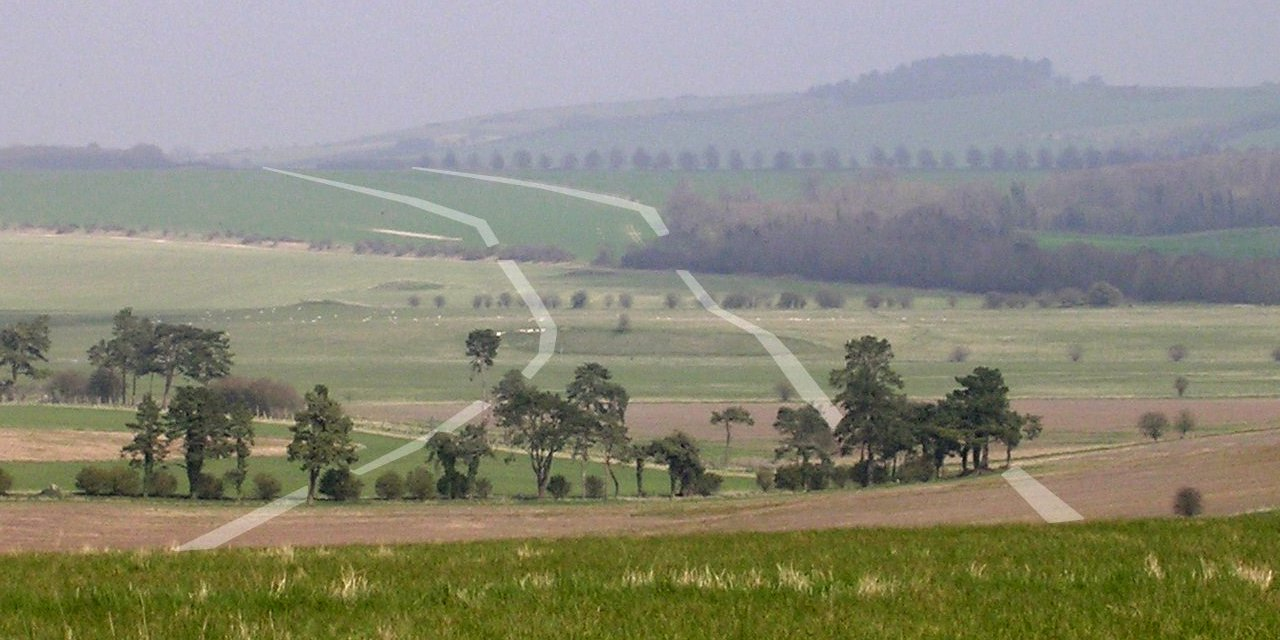
Der Verlauf des Dorset Cursus bei Wyke down – im Gelände markiert

## Forschungsgeschichte
Commodore Clark Hall wurde 1922 als erster vom Flugzeug aus auf Bewuchsmerkmale aufmerksam, die später als Cursus interpretiert wurden. Die Zahl der bekannten Cursūs ist vor allem durch die Ergebnisse der Luftbildarchäologie, aber auch durch eine erweiterte Definition stark angestiegen. Zahlenentwicklung der bekannten Cursus:
| Jahr | bekannte Cursūs |
| ---- | --------------- |
| 1740 | 3               |
| 1934 | 2               |
| 1960 | 15              |
| 1964 | 19              |
| 1978 | 29              |
| 1984 | 45              |
| 2006 | über 100        |

## Merkmale

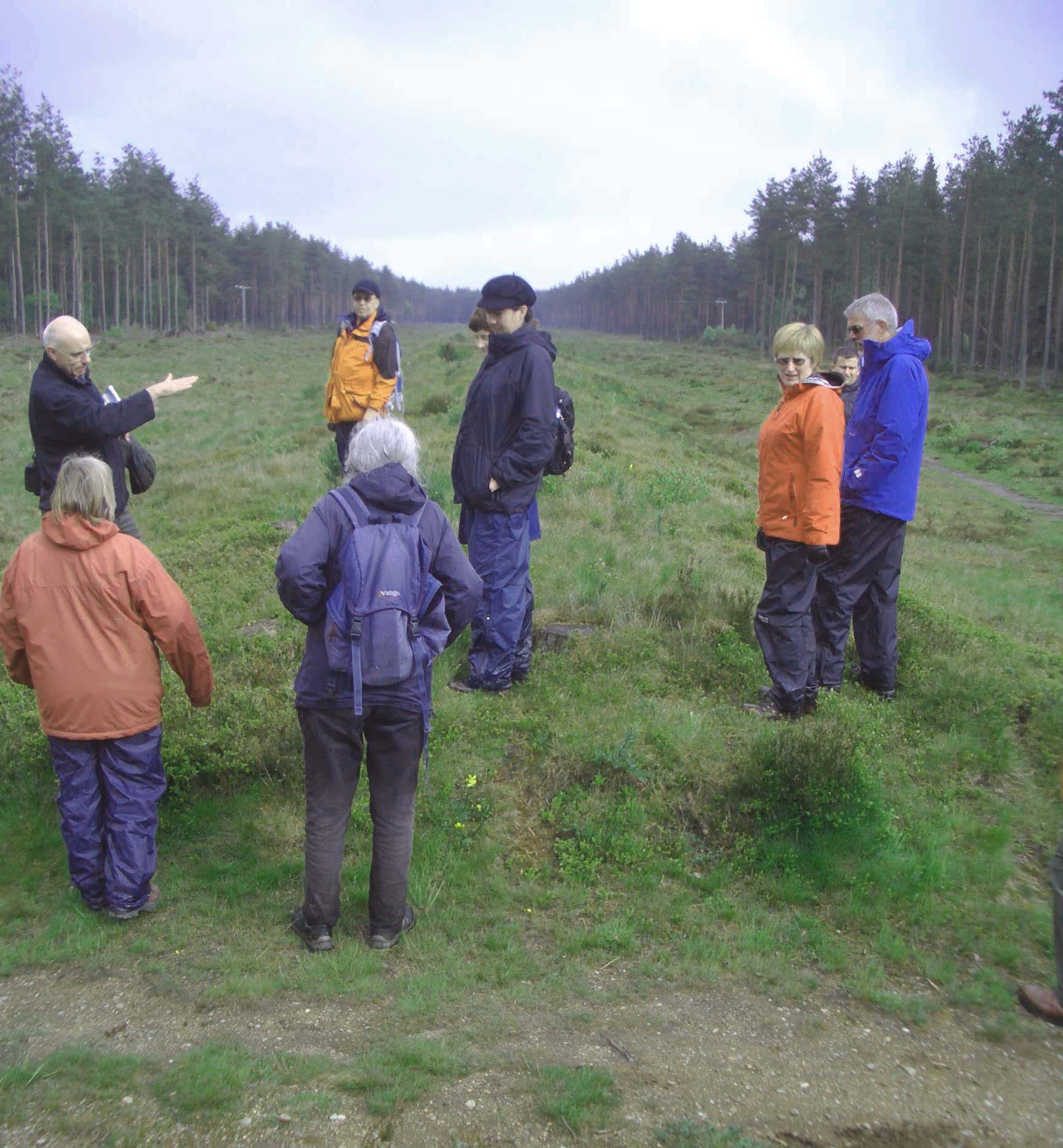
Cleaven Dyke, Perthshire, Wall. Die Lücke im Wald markiert den weiteren Verlauf des Cursus

Es handelt sich um schmale, langgestreckte Rechtecke (ggf. an den Enden abgerundet), die meist aus umlaufenden Wällen und außenliegenden Gräben bestehen. Der Wall ist für wenige Durchgänge unterbrochen. Über 30 ähnliche Denkmäler mit Linien von Gruben oder Pfostenlöchern, anstatt Wällen und Gräben sind bisher weitgehend auf Schottland beschränkt geblieben. Die Grabung im Dungarit-Cursus in Schottland brachte eine Reihe von Gruben zu Tage, die bis zu 1,7 m tief waren und 0,5 m Durchmesser hatten. Die schottischen haben Längen zwischen 60 und über 2000 m und Breiten zwischen 25 und 100 m. Nur der Cleaven Dyke in Perth and Kinross ist heute noch sichtbar.
Andere Anlagen haben in der Mitte einen lang gestreckten Erdhügel (Heathrow). Während die meisten Wälle und Gräben mit der Zeit eingeebnet wurden, ist der Cleaven Dyke in Caputh bei Blairgowrie and Rattray in Perth and Kinross auf einer Länge von etwa 1,8 km noch relativ intakt, lediglich das Ende ist ausgepflügt. Die Länge dieser Rechtecke variiert zwischen 140 m und 9,8 km (Dorset-Cursus). Die Breite beträgt z. B. beim 3 km langen Cursus von Stonehenge zwischen 100 und 130 m, beim 10 km langen Dorset-Cursus durchgängig 92 m. Die Schnittmarken des Fimber Cursus in Yorkshire liegen in Richtung Westen zwischen 18 und 37 m voneinander entfernt. Die Gesamtlänge des Cursus liegt bei (erforschten) 1300 m – fast die gleiche wie bei einem der Rudstone Cursus Monumente, dem „Breeze Farm Cursus“ (Cursus B), dessen Enden jedoch wie die des Fimber Cursus noch zu entdecken sind; die Gesamtlänge bleibt daher bislang bei beiden unklar.
| Länge      | Breite                 | Typ nach Loveday           |
| ---------- | ---------------------- | -------------------------- |
| bis 150 m  | 25–30 m                | Long mortuary enclosures   |
| 180–800 m  | 25–30 m                | cursiforme lange Einhegung |
| 180–800 m  | deutlich mehr als 30 m | kleiner Cursus             |
| 1–2 km     | 40–100 m               | großer Cursus              |
| 2,7–5,5 km | –                      | Mega-Cursus                |

## Verbreitung
Cursus kommen vom Süden Englands bis Schottland vor (Curriestanes Cursus, Dunragit oder Old Luce Cursus, Holywood North und South Cursus, Inch Cursus, Old Montrose – insgesamt 32 in Schottland bei Canmore registriert) und sind meist nur aus der Luft zu erkennen. Es sind etwa 100 bekannt, von denen nicht alle wissenschaftlich untersucht sind. Zu den bekanntesten gehören Dorset, Maxley, Milfield, Rudstone und der Cursus bei Stonehenge.

## Datierung
Eine Reihe jüngster Radiokarbonbestimmungen in den schottischen Lowlands legen nahe, dass Cursus-Denkmäler mit Pfosten und Gruben (englisch Pit defined Cursus) in der Regel älter sind als die bekannteren Wall- und Graben-Strukturen Englands. Ihr Alter liegt zwischen 4000 und 3600 v. Chr., während für die englischen Cursuses Daten um etwa 3100 v. Chr. ermittelt wurden.

## Interpretation
Stukely glaubte, dass die Cursūs römische Rennbahnen seien. Das Langbett am Ende des Stonehenge-Cursus interpretierte er als Richtertribüne. Inzwischen werden die Cursūs meist als Prozessionswege angesehen. Nur wenige wurden ausgegraben, unter anderem der Dorchester-Cursus, der Lesser-Stonehenge-Cursus, Heathrow (Stanwell), Scorton und Thornborough-Cursus in North Yorkshire. Artefakte in den primären Füllschichten der Gräben sind selten und beschränken sich meist auf Geweihhacken, die immerhin eine 14C-Datierung erlauben.

## Beispiele
- Der Stonehenge-Cursus liegt zwischen einem Langbett (Long Barrow) im Osten und einem runden Grabhügel im Westen. Südlich liegt eine Grabhügel-Gruppe, die Cursus-Barrows genannt wird.
- Der von Thornborough wird von einem Henge überlagert und liegt in der Nachbarschaft von zwei weiteren gleichartigen Anlagen.